# 定形外郵便物
- 第一種郵便物 > 定形外郵便物
- 国際郵便 > 定形外郵便物

内国郵便における定形外郵便物（ていけいがいゆうびんぶつ）とは、「第一種定形外郵便物」の通称である。単に定形外ともいう。また、国際郵便における定形外郵便物は、定形郵便物、グリーティングカード及び航空書簡以外の書状を指す。

## 国内郵便
日本における内国郵便の定形外郵便は、第一種郵便物で定められている定形郵便物の要件を満たさない、定形郵便物として扱えない封書、円筒形等の立体的な郵便物、第二種郵便物または第四種郵便物の大きさまたは重量の上限を超えたものである。ただし、定形外郵便物の上限を超えたものは郵便物として取り扱われないため、日本郵便のサービスとしては信書を扱うことができない荷物として差し出される。郵便料金は重量により異なり、下限が140円（50g以内）、上限が1,750円（4kg以内）となっている。
郵便オプションは速達、書留（一般または簡易）、引受時刻証明、配達証明、内容証明、特別送達、特定記録、本人限定受取、配達日指定を付加することができる。普通郵便として差し出された定形外郵便には補償はなく、郵便受けへ配達される。受取人に受領印を求めたり、内容物の保険をかける場合は差し出し時に条件に応じた郵便オプションを指定する。
レターパック、スマートレターも制度上は定形外郵便物の一種であるが、専用封筒を使うほかに一般的な郵便オプションを付加できないなどの制約がある。
郵便局で販売される「ご当地フォルムカード」のように長方形でない不定形カードタイプのはがきは、差し出すときに定形外郵便物として扱われる。2008年にグッドデザイン賞を受賞した紙飛行機型封筒セットlying letterも定形外郵便物として送達可能な郵便物である。

### 定形外郵便物の規格
定形外郵便の規格は、上限が縦・横・厚さの三辺の合計が90cm以内（但しそのうち一辺は必ず60cm以内であること）で、重量が4kg以内である。下限は円筒形またはこれに類する筒状のもの（立体）で円形部直径3cm以上、筒の長さ14cm以上、あるいは平面上で縦14cm以上、横9cm以上と定めている。ただし、下限より小さい場合も6cm×12cm以上の大きさの耐久力のある厚紙又は布製のあて名札を付ければ差し出すことができる。

#### 2017年6月1日以降の規格
2017年6月1日に予定されている郵便料金の改定に伴い、定形外郵便物の料金は所定の規格に収まる「規格内」と、いずれかひとつの条件でもそれを超える「規格外」に二分される。所定の規格は長辺34cm以内、短辺25cm以内、厚さ3cm以内、重量1㎏以内とされている。

### 大型郵便物と定形外郵便物の違い
大型郵便物とは、第一種定形外のほか、第三種郵便物や第四種郵便物も含まれる。

## 国際郵便
日本郵便から差し出す国際郵便における定形サイズも内国郵便と同じであるが、それより大きくても慶弔カードのみを内容とし重量が25g以内の場合は、表面の見やすいところに「Greeting Card」等の表示をすることにより、定形外郵便物とはならず定形郵便物と同額のグリーティングカード料金で送付できる。
定形外の最大サイズは、重量が2kg以内のほか、国際郵便と同じである。
なお、日本郵便の現行料金上、定形・定形外・グリーティングカードの区別があるのは航空扱いのみであり、船便扱いにおいては「書状」で一括されている。